# Едуард Елльман-Еелма
Едуард Елльман-Еелма (ест. Eduard Ellmann-Eelma, 7 квітня 1902, Санкт-Петербург, Російська імперія — 16 листопада 1941, Кіров, СРСР) — естонський футболіст, нападник. Найкращий бомбардир національної збірної довоєнного часу.

## Життєпис
Виступав за талліннські клуби «Калев» (1921–1924), ФК «Таллінн» (1925–1930) і «Естонія» (1931–1935). У складі кожної команди здобував титул чемпіона Естонії (всього п'ять разів).
22 липня 1921 року дебютував у складі національної збірної. Вдома естонські футболісти зіграли внічию зі збірною Швеції.
Учасник літніх Олімпійських ігор 1924 у Парижі. Дворазовий володар Балтійського кубка (1929, 1931). Найрезультативніший гравець цих турнірів. У складі головної команди країни виступав протягом 14 років. Всього провів 59 матчів, забив 21 м'яч.
У червні 1941 року був заарештований органами НКВС і засуджений до страти. Загинув 16 листопада того ж року в кіровській в'язниці.

## Досягнення
- Чемпіон Естонії (5): 1923, 1926, 1928, 1934, 1935.
- Володар Балтійського кубка (2): 1929, 1931.